# 마릴리아 페라
마릴리아 페라(Marília Pêra, 1943년 1월 22일 ~ 2015년 12월 5일)는 브라질의 배우이다.

## 출연 작품
- 플레잉 (2007)
- 리빙 더 드림 (2006)
- 중앙역 (1998)
- 피쇼테 (1981)